# Attulus terebratus
Espèce
Synonymes
- Araneus terebratus Clerck, 1757
- Sitticus terebratus (Clerck, 1757)

Attulus terebratus est une espèce d'araignées aranéomorphes de la famille des Salticidae.

## Distribution
Cette espèce se rencontre en Europe, en Turquie, en Russie européenne et dans le Sud de la Sibérie, au Kazakhstan et en Mongolie.

## Description

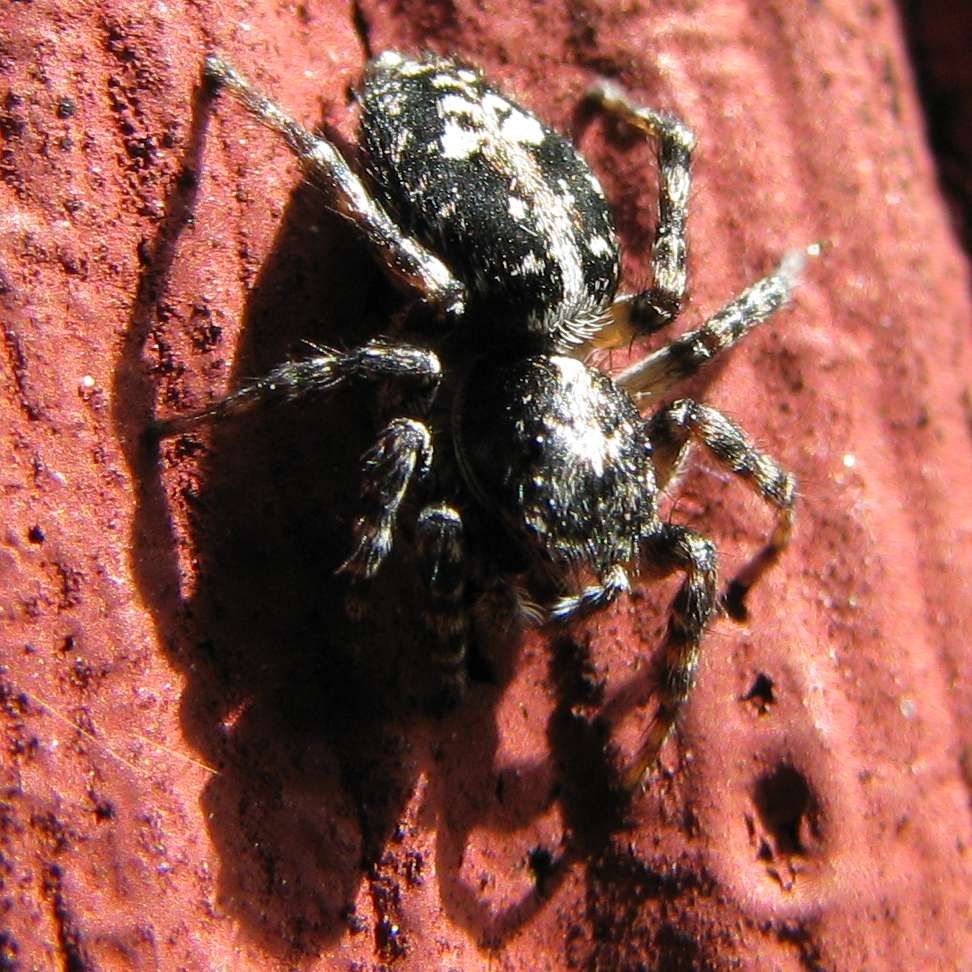
Attulus terebratus

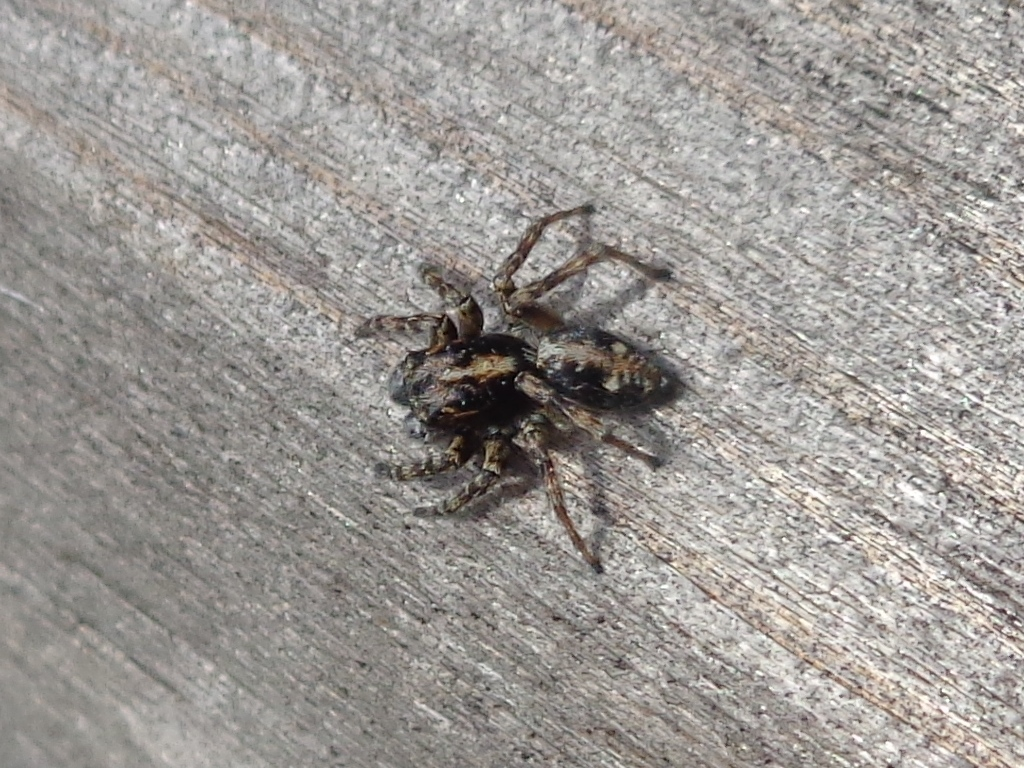
Attulus terebratus

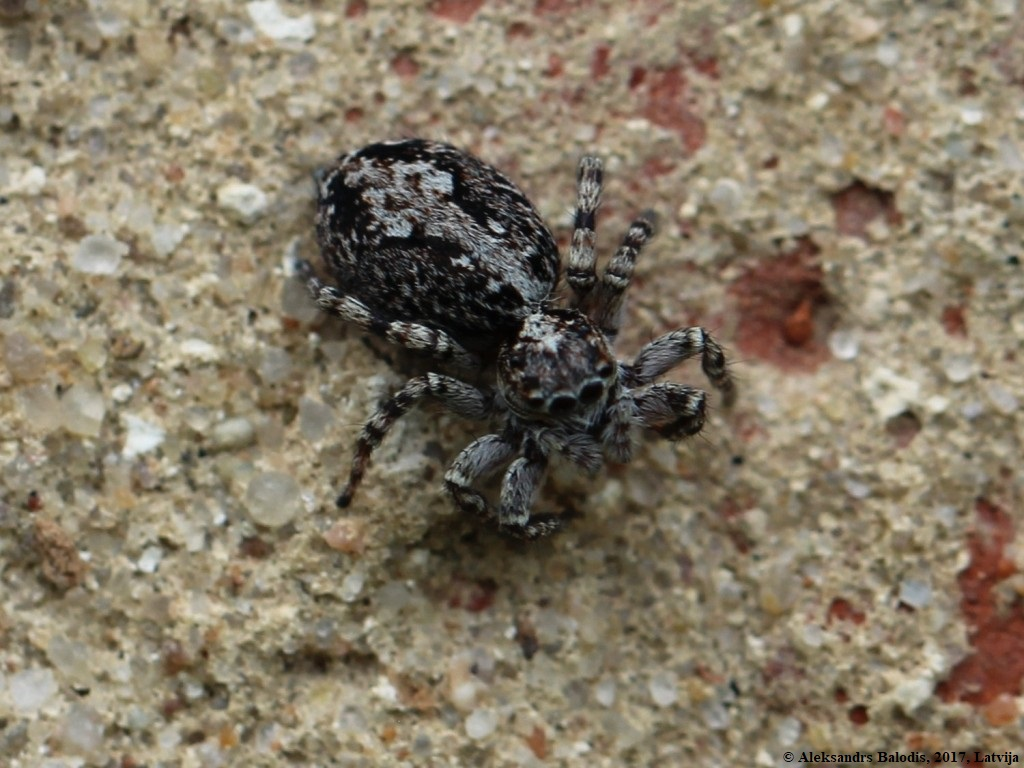
Attulus terebratus

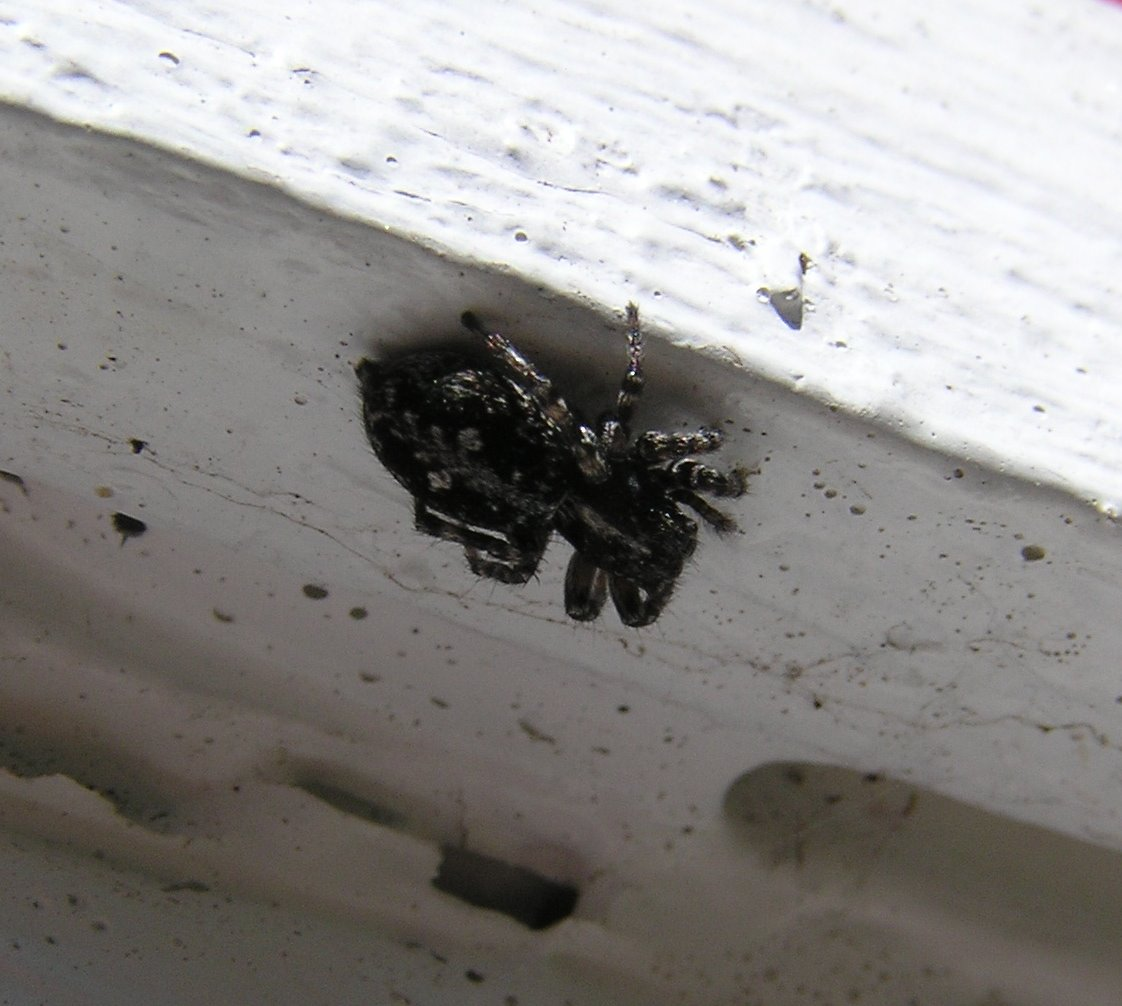
Attulus terebratus

Les mâles mesurent de 4 à 6 mm et les femelles de 6,2 à 6,5 mm.

## Publication originale
- Clerck, 1757 : Svenska spindlar, uti sina hufvud-slågter indelte samt under några och sextio särskildte arter beskrefne och med illuminerade figurer uplyste. Stockholmiae, p. 1-154. (lire sur Wikimedia commons)